# 米猜·立初潘
米猜·雷初攀（RTGS：Michai Ruechuphan；1938年2月2日—），中文名卢自淘，现任泰国法律改革委员会主席。1992年3月2日至3月22日担任短暂副总理。1992年5月极不受欢迎的素金达·甲巴允政府在公众和政府压力下被迫下台后，米猜出任17天泰国代理总理（1992年5月24日到1992年6月10日）。2006年-2008年担任泰国立法议会主席。